# Phyllocnistis vitifoliella
Phyllocnistis vitifoliella är en fjärilsart som beskrevs av Victor Toucey Chambers 1871. Phyllocnistis vitifoliella ingår i släktet Phyllocnistis och familjen styltmalar. Inga underarter finns listade i Catalogue of Life.